# Ostrożeccy
Hołowniowie herbu własnego, znani również jako Ostrożeccy i Hołowniowie-Ostrożeccy – polski ród kniaziowski (książęcy), najprawdopodobniej pochodzenia litewskiego. Protoplastą rodu był książę Iwan Dymitrowicz Hołownia, syn Dymitra, który według Jana Tęgowskiego jest tożsamy z Dymitrem Koriatowiczem (synem Koriata), zwanym Bobrok (od włości Bobrok w dawnej ziemi wołyńskiej).
Członkowie rodu Hołowniów używali również książęcego herbu, Hołownia II.

## Etymologia nazwiska
Ród Hołowniów wziął część swojego nazwiska (Ostrożecki) od dóbr Ostrożec na Wołyniu, będących w I połowie XV w. siedzibą rodu, zwanego stąd coraz częściej Ostrożeckimi.

## Znani członkowie rodu
- Dymitr Hołownia – książę, właściciel dóbr Ostrożec od pocz. XV w., co potwierdza przywilej Świdrygiełły z 1446 r. wydany synowi Dymitra, Iwanowi.
- Iwan Hołownia Ostrożecki – członek rady książęcej Świdrygiełły
- Fedor Hołownia Ostrożecki (zm. 1569) – sprawca starostwa bracławskiego i winnickiego[4], w 1569 r. mianowany koniuszym litewskim, ale urzędu nie objął.
- Adrian Hołownia (1750–1831) – duchowny greckokatolicki, bazylianin.
- Bazyli Hołownia – łowczy witebski w 1655 roku.
- Stanisław Hołownia – elektor Augusta III Sasa w 1733 roku.
- Piotr Hołownia Ostrożecki (zm. po lutym 1538) – dworzanin królewski 1496–1522, horodniczy trocki 1523–1534, właściciel majątków na Wołyniu (m.in. Bereźne, Derń, Kosarew, Oderady, Tyszyce, Tuliczów - część, przejściowo) oraz w województwie brzeskolitewskim (Różanka, Rudcze). W 1528 otrzymał przywilej na założenie miasta w Ostrożcu. W 1528 r. wystawił poczet 16 zbrojnych jeźdźców. Od 1535 tytułował się księciem Ostrożeckim.